# Фронт за ослобођење Квебека
Фронт за ослобођење Квебека (фр: Front de Liberation du Quebec - FLQ) била је социјалистичка и националистичка терористичка група основана у 1960их година XX века. Борила се за независност канадске провинције Квебек.
Група је почела да делује 1963. године. ФОК се идеолошки темељи на марксизму те је под снажним утицајем антиколонијалних покрета у Алжиру, Куби и Вијетнаму. Организација је на врхунцу моћи бројала око 150 чланова подељених у више одвојених ћелија, док је још око две хиљаде људи било укључено у активну подршку покрету. Године 1969. покрет се разделио на две фракције, које су ипак заједно сарађивале у отмици министра Лапора.